# 真偽
| ウィキペディアには「真偽」という見出しの百科事典記事はありません（タイトルに「真偽」を含むページの一覧/「真偽」で始まるページの一覧）。 代わりにウィクショナリーのページ「真偽」が役に立つかもしれません。 |